# Leo Katz
Leo Katz (* 22. Januar 1892 in Sereth in der Bukowina, Österreich-Ungarn; † 9. August 1954 in Wien) war ein österreichischer Schriftsteller deutscher und jiddischer Sprache.

## Leben
Leo Katz entstammte einer chassidischen jüdischen Familie und wuchs in der bukowinischen Stadt Sereth auf, die damals direkt an der österreichischen Grenze zum Königreich Rumänien lag und eine zahlreiche jüdische Bevölkerung hatte. 1907 erlebte der damals 15-Jährige unmittelbar die Ereignisse des Bauernaufstandes in Rumänien mit, was er später literarisch in dem Roman Brennende Dörfer verarbeitete. Nach der Volksschule konnte er keine weiterführende Schulausbildung machen, sondern musste im Holzgeschäft seines Vaters arbeiten. Er versuchte sich jedoch privat weiterzubilden und konnte 1914 in Wien als Externist die Matura ablegen. Kurz darauf brach der Erste Weltkrieg aus. Katz wurde als wehruntauglich eingestuft und konnte so in Wien bleiben und begann dort ein Studium der Geschichte und Philosophie. In den Kriegsjahren schlug er sich mit Nachhilfeunterricht durch und begann sich politisch zu engagieren. Da die österreichischen Sozialdemokraten den Krieg unterstützt hatten, schloss er sich der oppositionellen Gruppe der Freien Vereinigung Sozialistischer Studenten an. In dieser Zeit lernte er auch seine spätere Frau Bronia Rein kennen, die nach einem Pogrom mit ihrer Familie aus dem galizischen Kolomea nach Wien geflüchtet war und Anhängerin der zionistischen Hashomer Hatzair war.
Nach Zusammenbruch der k.u.k. Monarchie und unter Einfluss der russischen Oktoberrevolution trat er und seine Gruppierung geschlossen in die neu gegründete KPDÖ ein. 1920 konnte er sein Studium abschließen, hatte jedoch im vom Krieg niedergeschlagenen Restösterreich wenig Berufsaussichten. Er schrieb kurz für die kommunistische Zeitung Die Rote Fahne, die allerdings ihre Mitarbeiter nicht bezahlen konnte. Deshalb folgte er bald einer Einladung seiner in die Vereinigten Staaten ausgewanderten Schwester Fanny. Von 1920 bis 1922 lebte er in New York, zunächst als Ballonverkäufer in Coney Island, später bei der neu gegründeten linken jiddischen Zeitschrift Morgen Freiheit. Diese ernannte ihn bald darauf zu ihrem Europakorrespondenten und so kehrte er 1926 nach Europa zurück, zunächst nach Paris und 1927 wieder nach Wien. Dort schrieb er wieder für das KPÖ-Organ Die Rote Fahne. In dieser Zeit waren die Kommunisten in Österreich aber eine kleine Gruppierung, da anders als in Deutschland der linke Flügel der Sozialisten bei den Sozialdemokraten geblieben war. Dies galt besonders für das Rote Wien mit seinen sozialreformerischen Bestrebungen. So ging er 1930 auf Einladung der KPD nach Berlin und schrieb nun satirische Texte für die deutsche Rote Fahne, seine Frau konnte dort bei der sowjetischen Handelsvertretung arbeiten. Noch bevor in Berlin die Nationalsozialisten an die Macht kamen, floh er 1933 nach Paris und holte kurze Zeit später seine Familie nach. In Paris schrieb er für die jiddischen Zeitung Naie Presse und erlebte dort im Februar 1934 den von der Volksfront verhinderten Putschversuch der Faschisten mit. Als in Spanien der Bürgerkrieg ausbrach, war er im Auftrag der Komintern zwischen 1936 und 1938, als Geschäftsmann getarnt, illegaler Waffenankäufer für die Spanische Republik. Dabei war er maßgeblich bei der Einfädelung eines geheimen Geschäfts beteiligt, bei dem der türkische Heeresminister 50 Flugzeuge aus Kanada bestellte, die jedoch über Frankreich ins republikanische Spanien gelangten – eine Affäre die den Rücktritt des türkischen Ministers zur Folge hatte.
1938 wurde er aus Frankreich ausgewiesen und floh, immer noch österreichischer Staatsbürger, nach New York. Da die Familie jedoch nur ein Touristenvisum für die USA hatte und Katz befürchtete, seine Tätigkeit als ehemaliger Waffenschmuggler könnte ihn dort ins Gefängnis bringen, bemühte er sich um Asyl in einem anderen Land. In der Zeit in New York war er mit Ernst Bloch befreundet und dort entstand auch der Roman Brennende Dörfer, der jedoch erst 1947 in englischer Übersetzung (Seedtime) publiziert wurde. 1940 stellte ihm die linke mexikanische Regierung unter Lázaro Cárdenas ein Visum aus und die Familie übersiedelte nach Mexiko-Stadt. Zu dieser Zeit war der Ort ein Sammelpunkt europäischer Flüchtlinge sowie US-amerikanischer Linker. Neben dem ehemaligen Minister für Munitionsbeschaffung der spanischen Republik, Alejandro Otero, traf Katz dort auch auf deutsche und österreichische Emigranten wie Egon Erwin Kisch, André Simone, Ludwig Renn und Bodo Uhse. Er engagierte sich in Mexiko sowohl politisch als auch literarisch und war an der Gründung der dort erscheinenden Zeitschrift Freies Deutschland (Alemania Libre) beteiligt, an der von den USA aus auch Heinrich Mann und Bertolt Brecht mitwirkten. Mit dem lokalen Leiter der gleichnamigen Bewegung »Freies Deutschland«, dem ebenfalls im mexikanischen Exil lebenden Paul Merker, entzweite sich Katz jedoch zusehends, da er diesem trotz der immer schlimmer werdenden Nachrichten aus Europa sein Festhalten an deutschnationalen Ansichten vorwarf. Darauf gründete er gemeinsam mit Bruno Frei eine österreichische KP-Gruppe in Mexiko, die sich der Acción Republicana Austriaca en México anschloss, und sie publizierten für diese eine eigene Zeitschrift unter dem Titel Austria Libre. Daneben schrieb er für die auf Jiddisch erscheinende Zeitung Frai Welt.
Im Jahr 1944 erschien in Mexiko auch sein zweiter Roman Totenjäger im Emigrantenverlag El libro libre, der wieder in seiner Heimatstadt Sereth spielt. Dieser Roman schildert mit großer Detailkenntnis die Situation dieser Stadt im faschistischen Rumänien und unter stetig wachsendem Einfluss der deutschen Nationalsozialisten. Es ist jedoch kein historisch-wissenschaftlicher Roman, da Katz im Exil von Informationen aus seiner Heimatstadt komplett abgeschnitten war und etwa die Rolle der Sowjetunion aus der Distanz idealisierte. Dies führte auch dazu, dass er später, als wieder Informationen nach außen drangen, tief enttäuscht von der Sowjetunion und den moskautreuen Kommunisten war. Anders als viele andere Emigranten ging er deshalb nach Ende des Krieges nicht in die DDR, und auch Einladungen von Seiten der KPÖ, nach Österreich zurückzukehren, lehnte er ab. Er blieb in Mexiko und überarbeitete seinen ersten Roman Brennende Dörfer, der unter dem englischen Titel Seedtime 1947 in New York beim Alfred A. Knopf-Verlag veröffentlicht wurde und ein überraschender Erfolg wurde.
Im Jahre 1949 schließlich versuchte er, sich in Israel niederzulassen, wo er zwei seiner Schwestern wieder traf, die den Holocaust in Rumänien überlebt hatten, und erfuhr dort, dass seine Schwester Fanny aus Chicago, die ebenfalls dorthin emigriert war, wenige Tage vor seiner Ankunft in Tel Aviv verstorben war. Da er aber im dortigen heißfeuchten Klima Herzbeschwerden bekam – er hatte schon 1946 einen Herzinfarkt gehabt – und er im zionistischen Staat als nicht gern gesehener Kommunist galt, nahm er wenige Wochen später doch das Angebot wahr und kehrte Anfang 1950 nach Wien zurück. Dort schrieb er als freier Mitarbeiter für die Österreichische Volksstimme, ließ sich aber von der KPÖ nicht in den Parteiapparat vereinnahmen, um weiter schreiben zu können. Er schrieb in dieser Zeit sieben weitere Romane. Davon wurden in der DDR die zwei Kinderbücher Tamar und Die Grenzbuben publiziert sowie die zwei historischen Romane Die Welt des Columbus und Der Schmied von Galiläa. Zwei weitere Werke, in denen er sich mit der historischen Beziehung zwischen Juden und Christen (Christentum wird Staatsreligion) sowie mit der Geschichte der Juden in Spanien (Kirche, Moschee und Synagoge) beschäftigte, wurden jedoch abgelehnt, mit dem Hinweis, dass der Inhalt mit den Interpretationen sowjetischer Historiker nicht übereinstimme. Ein drittes Manuskript, das ein Jugendbuch zu Thomas Münzer werden sollte, wurde ebenfalls abgelehnt. Umgekehrt wurde damals jeder Autor, der in der DDR publizierte, von Verlagen in der BRD und auch in Österreich gemieden, wodurch diese drei Werke unveröffentlicht blieben.
Am 9. August 1954 erlitt Leo Katz einen weiteren Herzinfarkt und starb in Wien.
Sein 1927 in Wien geborener Sohn Friedrich Katz war Universitätsprofessor und zeitweise Dekan der Geisteswissenschaftlichen Fakultät der Universität Wien und galt als Experte der mexikanischen Geschichte und Politik.

## Werke
- Die Juden in Deutschland zur Zeit des schwarzen Todes. Handschriftliche Dissertation. Wien 1920 Link zum Eintrag im Bibliothekskatalog der UB Wien
- Brennende Dörfer. Roman. Dt. Erstausgabe: Hg. Verein zur Förderung und Erforschung der antifaschistischen Literatur. Nachwort Konstantin Kaiser. Reihe: Antifaschistische Literatur und Exilliteratur, Studien & Texte 7. Gesellschaftskritik, Wien 1993[4]. ISBN 3-85115-166-6; 2. bearb. Aufl.  Rimbaud Verlag, Aachen & Theodor Kramer Gesellschaft, Wien 2006[5]. ISBN 3-89086-668-9.
  - Rezension: Klaus Werner: (ohne Titel) In Zs. Germanistik. Internationales Referatenorgan mit bibliographischen Hinweisen, Tübingen, Nr. 2, 1995, S. 618
- Totenjäger - Roman. Editorial „El Libro libre“, Mexico 1944,  (auch ins Spanische und Jiddische übersetzt); Neuauflage mit einem Vorwort von Konstantin Kaiser und einem Nachwort von Friedrich Katz. Rimbaud, Aachen & Theodor Kramer Gesellschaft, Wien 2005 (Texte der Bukowina Bd. 23, Hg. von Bernhard Albers und Reinhard Kiefer). ISBN 3-89086-672-7.
- Die Grenzbuben. Jugendroman. Illustrationen Axl Leskoschek. Kinderbuchverlag, Berlin 1951
- Tamar.  Erlebnisse aus d. Tagen d. Spartacus-Aufstandes. Jugendroman. Illustrationen Ernst Jazdzewski. Kinderbuchverlag, Berlin 1952.
- Die Welt des Columbus. Historischer Roman, Rütten & Loening, Berlin 1954.
- Der Schmied von Galiläa. Historischer Roman, Rütten & Loening, Berlin 1955.